# Vitus (entreprise)
Pour les articles homonymes, voir Vitus.

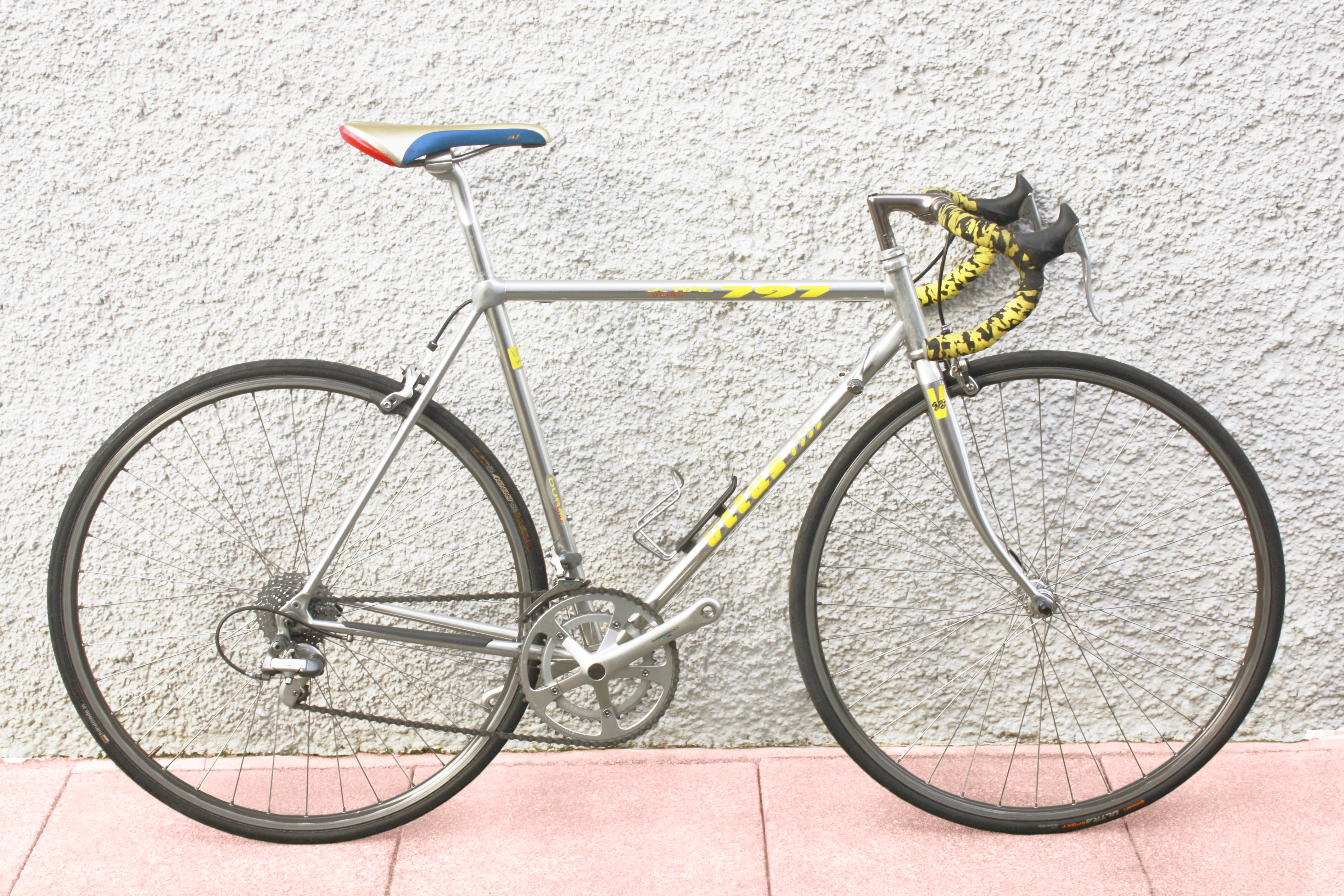
Vélo de course Vitus 797, l'un des premiers vélos de course en aluminium.

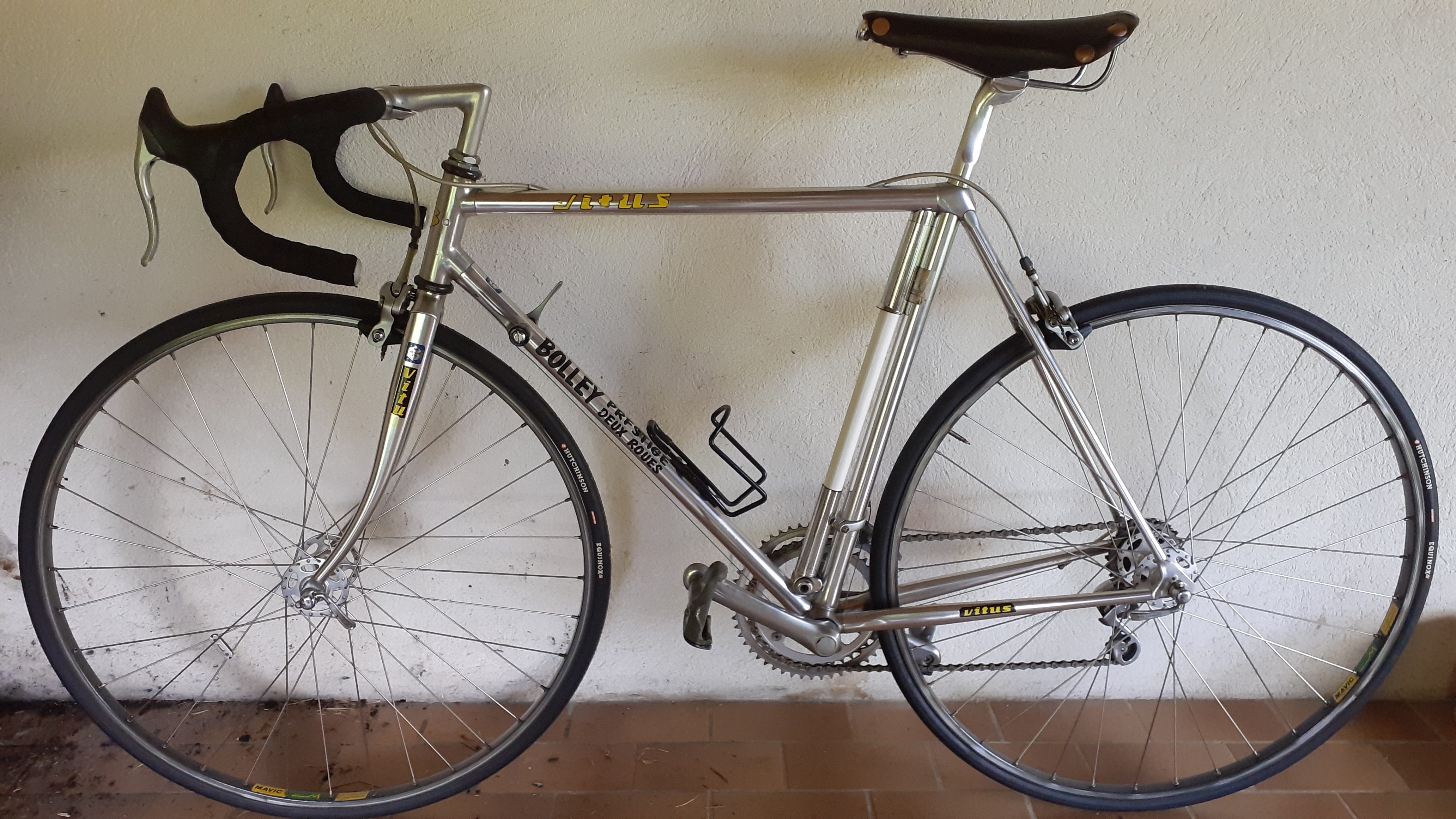
Cadre Vitus 979 avec une selle qui a fait le Tour de France.

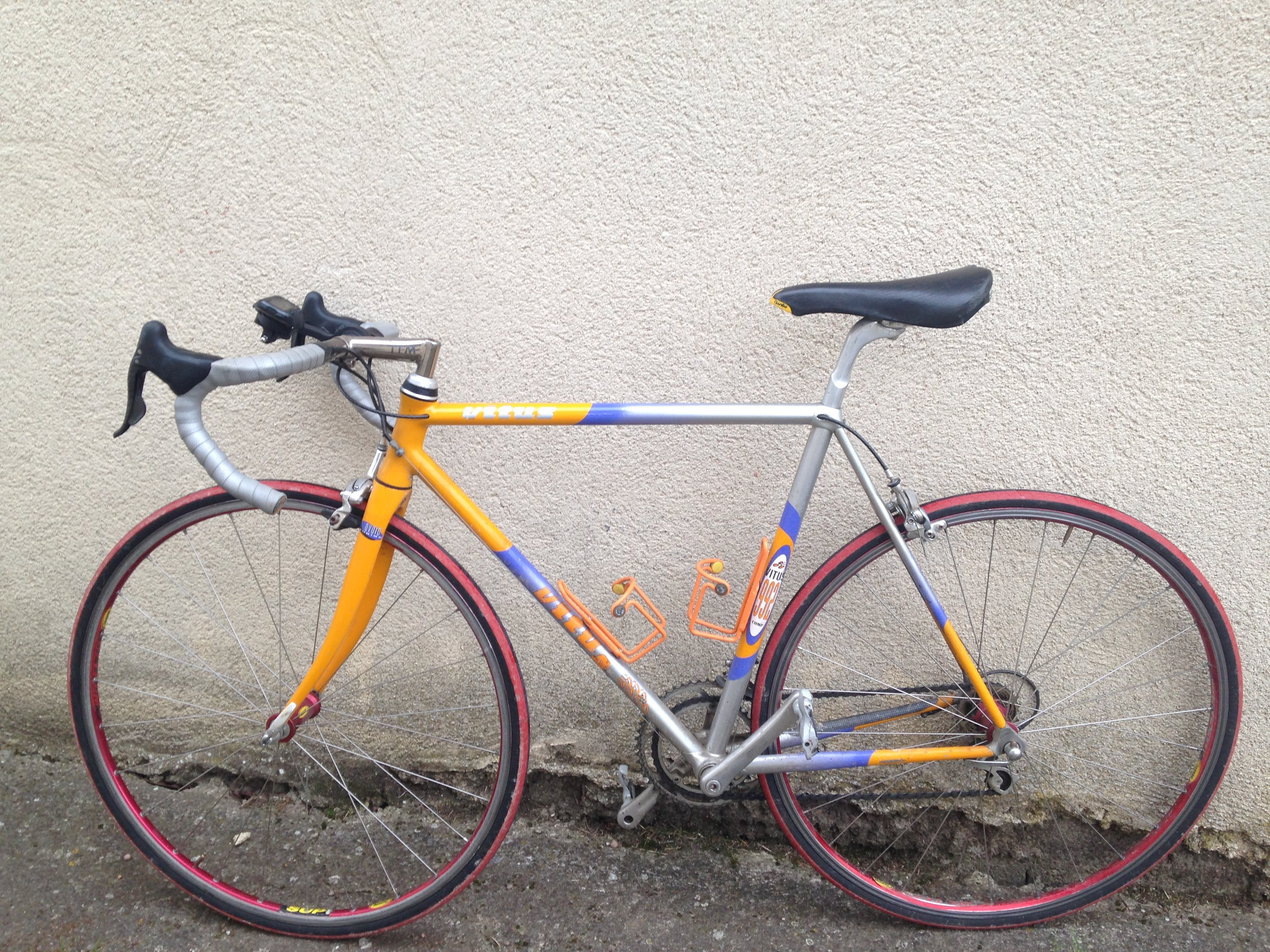
Cadre Vitus 992 Ovoid de couleur Orange/grise.

Vitus est un fabricant de vélos français fondé dans les années 1970 à Saint-Chamond par les Ateliers de la Rive. Vitus est spécialisé dans la fabrication de tube aluminium double-butted ultra léger. L'entreprise est l'une des premières en France à produire des cadres en aluminium et en carbone.
La marque Vitus est désormais exploitée par l'entreprise nord-irlandaise Wiggle, elle-même propriété du Frasers Group.

## Histoire

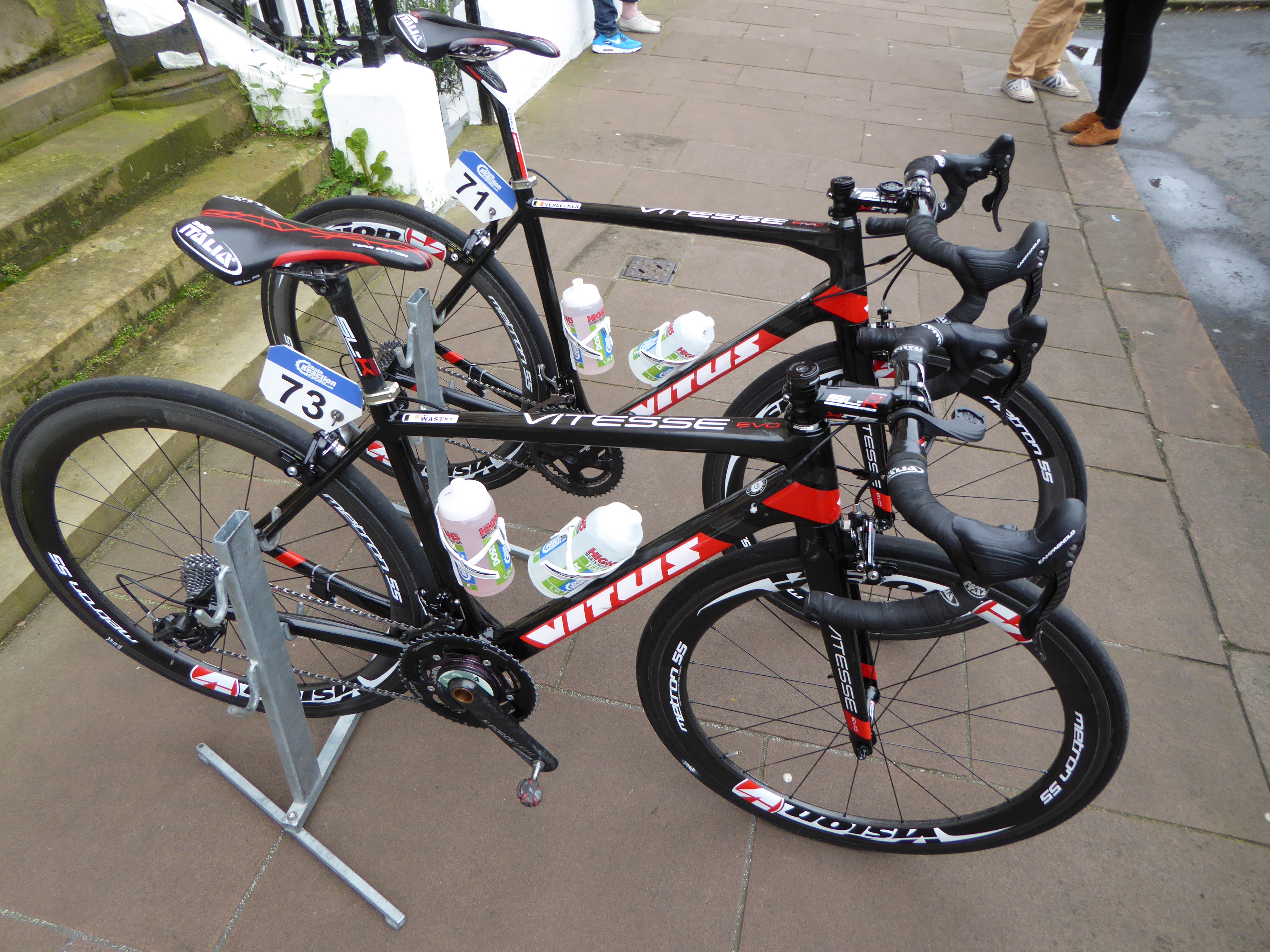
Vélos Vitus, utilisés par l'équipe cycliste An Post–Chain Reaction, lors du Tour de Grande-Bretagne 2016.

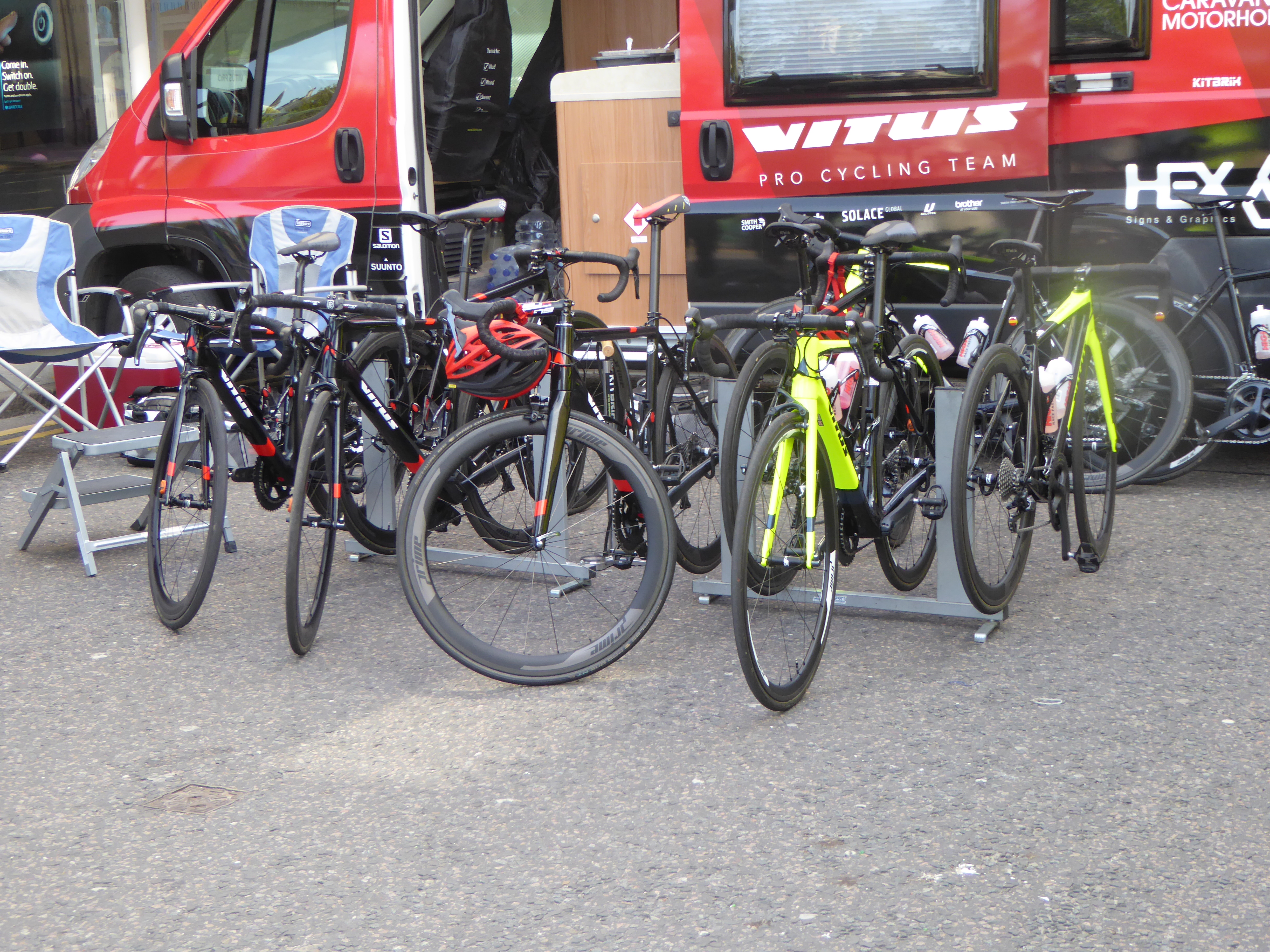
Les vélos Vitus de Vitus Pro Cycling, avant la troisième manche de la Tour Series 2018 à Aberdeen.

La marque stéphanoise est surtout connue pour ses tubes de cadre de cycle en acier et ses cadres construits avec des tubes en aluminium reliés à des cosses en aluminium par collage, une méthode de construction que l'entreprise a lancée à la fin des années 1970.
Dès ses débuts, Vitus se fait connaitre en introduisant d'abord la série « Vitus 171 » dans un acier au chrome-molybdène.
Dans les années 1970, Vitus fait sensation avec des procédés innovants pour la production de cadres en aluminium et est très populaire jusque dans les années 1980. Les premiers cadres en aluminium sont manchonnés : des tubes en aluminium étaient collés dans des manchons en aluminium. Les trois tubes principaux anodisés (tube supérieur, tube diagonal, tube de selle) sont collés dans les douilles avec une résine époxy développée pour Vitus par la société aérospatiale française TVT. Construits avec des diamètres de tube relativement étroits, les cadres en aluminium Vitus sont légers, mais aussi souples, et sont populaires auprès des cyclistes plus légers.
Par rapport aux cadres de vélos en aluminium modernes, les premiers cadres en aluminium Vitus, tels que le 979, offrent plus de confort en raison de ce petit diamètre des tubes,. En conséquence, les cadres manquaient d'un certain degré de rigidité latérale par rapport à leurs homologues en acier.
Le premier cadre fabriqué selon ce procédé et commercialisé par Vitus est le 979 (le nom est formé de l'année de sortie, précédé d'une répétition du dernier chiffre). Il connaitra plusieurs évolutions, notamment par la modification du serrage du tube de selle, les œilletons initialement prévus s'étant révélés fragiles. Par ailleurs, des versions comprenant des tubes non cylindriques seront commercialisées: les 979 Profils. Deux versions existeront: l'Arcor (à profil elliptique) et le Losange (dont la section des tubes rappelle un losange).
Vitus produisant des cadres, et non des vélos complets, de très nombreuses marques utiliseront les cadres 979 et Vitus Plus Carbone pour leur propre production, à l'image du Peugeot PX10-DU. 
Dès les années 1970, Vitus sera en concurrence avec les marques CMP (Lyon, France) et Alan (Italie) qui produisaient aussi des vélo en aluminum "manchonnés". Dans les années 1980, ce type de construction se multipliera, avec des produits Péchiney (France), Sakae Litage (Japon), Bridgestone (Japon), Kettler (Allemagne), etc.
Le cadre 787 (1987) présentera une conception fort différente des haubans arrière, puisqu'un tube unique est lié au manchon de serrage de selle d'un côté et à un manchon jouant le rôle de pont de fixation du frein arrière.
La dernière évolution marquante des cadres en aluminium collés de Vitus sera le 992 (1992) qui améliore la conception des 979 et 797 en pinçant les tubes en aluminium en une forme ovoïde à certains endroits critiques, améliorant ainsi considérablement la rigidité. Le cadre est également pourvu d'un passage interne du câble de frein arrière et revient à des haubans arrières traditionnels.
En 1982, Vitus commence à produire des cadres en fibre de carbone, mais en respectant la méthode de l'entreprise consistant à utiliser des tubes de petit diamètre et des cosses de liaison. Vitus développe ainsi le « 979 Carbone » également appelé "Vitus Plus" ou Vitus Carbone 3 (parce que son cadre comprend 3 tubes en carbone). C'est l'une des premières tentatives d'adapter la fibre de carbone vue dans la technologie aéronautique pour la construction de cadres de vélo. Ce modèle, qui reprend la géométrie du 979 connaitra des évolutions : les Vitus carbone 7 et carbone 9. Ces modèles comprendront des haubans en carbone.
Au début des années 1990 société élargit ensuite sa gamme de vélos avec des cadres semi-monocoques en fibre de carbone, composés de plusieurs éléments monocoques, comme le ZX-1 qui est l'un des premiers vélos monocoques en fibre de carbone. 
Parallèlement, le 992 connaitra une évolution "carbone", le Vitus OCT (pour Ovoid Carbon Tubing) dont les tubes en carbone sont ovalisés.
En 1997, sortira la dernière évolution en aluminium du 979, le 797.
Le coureur irlandais Sean Kelly a roulé sur des vélos Vitus et est devenu l'ambassadeur de la marque.
Depuis son rachat par le groupe Wiggle-CRC, Vitus est devenue une marque s'adressant directement aux consommateurs en commercialisant ses vélos exclusivement sur les sites Internet de Chain Reaction Cycles et de Wiggle.
La société est rachetée par le groupe Cara à Sorofi en mai 1998. À la suite de sa faillite en mars 1999, les activités de Vitus sont reprises deux mois après par les entreprises Look et Multidis.
En 2018, la marque devient sponsor principal de l'équipe cycliste Vitus.

## Tubes de cadre
En plus des cadres pour ses propres vélos, Vitus fournit également des tubes à d'autres marques de cycles. Les cadres en aluminium vendus par Mercier dans les années 1970 proviennent de Vitus, la production interne étant exclusivement tournée vers les cadres en acier. Vitus fournit aussi des chambres à air à d'autres fabricants, comme Jan Janssen. Généralement, ces entreprises tierces étiquettent leurs cadres avec le logo de Vitus aux côtés de leur propre logo.

## Emplacements
Vitus est basé près de Saint-Étienne en France et a également une usine de fabrication au Cambodge.